# Objaw bruzdy
Objaw bruzdy – objaw chorobowy polegający na powiększeniu węzłów chłonnych położonych powyżej i poniżej więzadła pachwinowego, występujący w różnych chorobach zakaźnych  (zazwyczaj wenerycznych) i nowotworach. Dawniej uważano go za objaw swoisty dla ziarnicy wenerycznej, wykazano jednak, że występuje on w najwyżej 15% przypadków tej choroby.